# Carry You Home (Alex Warren)
Carry You Home is een nummer van de Amerikaanse singer-songwriter Alex Warren uit 2024.
"Carry You Home" gaat over Warrens onvoorwaardelijke liefde voor zijn vrouw, Instagrammer Kouvr Annon, met wie hij op 22 juni 2024 in het huwelijksbootje trad. Het nummer werd geen succes in Amerika, maar werd in een aantal Europese landen wel een hit, zijn tweede na Before You Leave Me. Zo bereikte het de 6e positie in de Nederlandse Top 40, en de 9e in de Vlaamse Ultratop 50.

## Tracklijst
Muziekdownload
1. "Carry You Home" - 2:46